# Наруто (аніме)
«Наруто» (яп. ナルト, стилізується як NARUTO) — японський телевізійний аніме-серіал, заснований на однойменній манзі Кішімото Масаші. Дія розгортається у світі ніндзя, а історія розповідає про молодого ніндзя-сироту Удзумакі Наруто, який прагне загального визнання та мріє стати Хокаґе, головою свого села. Як і манґа, аніме розділене на дві окремі частини: перша зберігає оригінальну назву, а друга є її прямим продовженням під назвою «Наруто: Ураганні хроніки» (яп. ナルト 疾風伝, кириліз.: Наруто: Шіппу:ден). Обидва аніме-серіали створила Studio Pierrot та розповсюдила компанія Aniplex.
Перше аніме транслювалося на каналі TV Tokyo з жовтня 2002 року по лютий 2007 року та складалося з 220 серій. Англійський дубляж виробництва Viz Media транслювався на Cartoon Network та YTV. Продовження, «Наруто: Ураганні хроніки», транслювалося також на TV Tokyo з лютого 2007 року по березень 2017 та складалося з 500 серій. У США дубляж його перших 98 епізодів транслювався на Disney XD. Після цього в грудні 2012 року Viz Media продовжила передавання нових дубльованих серій (починаючи з 99) англійською мовою на власному стримінговому сервісі Neon Alley. Через понад три роки сервіс припинив показ після 338 епізодів та закрився. З січня 2014 року по серпень 2024 року «Ураганні хроніки» заново транслювалися на каналі Adult Swim. В Україні передавання аніме велося на телеканалі QTV та онлайн-кінотеатрі sweet.tv. Крім аніме-серіалів, Studio Pierrot створила одинадцять анімаційних фільмів і дванадцять оригінальних відеоанімацій.
Аніме досягло значного комерційного успіху, стало однією з найприбутковіших франшиз Viz Media та справило значний культурний вплив. Станом на 2020 рік це був третій за популярністю серіал у США. «Наруто» отримав змішаний прийом. Адаптація художнього стилю та темпу оповіді манґи не були прийняті добре, але сцени боротьби, динаміка персонажів та емоційна глибина отримали визнання критиків. «Наруто: Ураганні хроніки» незмінно залишалися одним із найбільш переглянутих аніме в Японії. Його хвалили за покращену анімацію, зріліший тон, добре продуману взаємодію персонажів і збалансовану оповідь. Перше аніме посіло 38 місце в рейтингу 100 найкращих анімаційних серіалів за версією IGN, тоді як продовження отримало номінацію на Crunchyroll Anime Awards у категорії «Найкращий онґоїнґ». До 2019 року Viz Media продала понад три мільйони одиниць DVD з «Наруто».

## Сюжет

### Перша частина
За дванадцять років до початку основної дії могутній величезний лис, відомий як Дев'ятихвостий, атакує Село, приховане в листях (або просто Коноха) в Землі Вогню, одній із п'яти великих країн у світі ніндзя (або шінобі). У відповідь лідер Конохи, Четвертий Хокаґе Намікадзе Мінато, ціною свого життя запечатує лиса в тілі свого новонародженого сина Удзумакі Наруто, роблячи його господарем звіра. Після відставки повертається Третій Хокаґе та знову стає лідером Конохи. Селяни часто зневажають та бояться Наруто за те, що він є господарем Дев'ятихвостого. Однак хлопець не впадає у відчай та намагається добитися загального визнання й прагне стати головою села. Через указ Третього Хокаґе про заборону будь-яких згадок про ці події, Наруто нічого не дізнається про Дев'ятихвостого до 12 років, коли ніндзя-відступник Мідзукі відкриває йому правду. Наруто перемагає Мідзукі в бою та заслуговує повагу свого вчителя Уміно Іруки.
Невдовзі після цього Наруто стає ґеніном (ніндзя-початківцем) та разом зі своїм суперником Учіхою Саске та Харуно Сакурою, в яку закоханий, формує команду 7 під керівництвом досвідченого сенсея та елітного ніндзя Хатаке Какаші. Як і всі команди шінобі з кожного села, команда 7 виконує різноманітні місії на замовлення жителів, від домашніх обов'язків і охорони до вбивств. Після кількох місій, зокрема й головної в Країні Хвиль, Какаші дозволяє своїй команді скласти іспит на чюніна (ніндзя середнього рівня), що дасть їм змогу перейти на вищий ранг і виконувати складніші місії. Під час іспиту біглий ніндзя та розшукуваний злочинець Орочімару вдирається в Коноху і з помсти вбиває Третього Хокаґе. Джірая, один із трьох легендарних шінобі та колишній товариш Орочімару, відмовляється очолити село та разом із Наруто шукає останню з трійці — Цунаде — яку він вирішує зробити П'ятим Хокаґе.
Під час пошуків з'ясовується, що Орочімару хоче отримати тіло Саске заради його потужної генетичної спадщини — Шярінґан. Після того, як Саске марно намагається вбити свого старшого брата Ітачі, який з'явився в Коноху, щоб викрасти Наруто, він приєднується до Орочімару, сподіваючись отримати від нього необхідну силу для вбивства Ітачі. Історія змінюється, коли Саске залишає село: Цунаде посилає групу ніндзя включно з Наруто, щоб повернути хлопця, але головний герой не може переконати або змусити його повернутися. Наруто і Сакура не відмовляються від ідеї повернути товариша; перший залишає Коноху, щоб пройти навчання у Джіраї та підготуватися до наступної зустрічі із Саске, а друга стає ученицею Цунаде.

### Друга частина
Через два з половиною роки Наруто повертається з тренувань з Джіраєю. Організація «Акацукі» починає викрадати господарів Хвостатих звірів. Команда 7 та інші ніндзя Листя борються проти них і шукають Саске. «Акацукі» вдається схопити та витягнути сім із дев'яти хвостатих звірів, убивши всіх володарів, окрім Кадзекаґе Ґаари, лідера Села, прихованого в піску. Тим часом Саске зраджує Орочімару та стикається з Ітачі. Старший брат гине в спалахнувшій битві, а молодший дізнається від члена «Акацукі» Тобі, що керівництво Конохи наказало Ітачі знищити його клан для запобігання перевороту; той погодився за умови, що Саске буде пощадений. Спустошений цим відкриттям, Саске приєднується до «Акацукі», щоб знищити Коноху в помсту. Коли ніндзя Листя перемагають кількох членів організації, її лідер Наґато вбиває Джіраю та спустошує Коноху, але Наруто перемагає його, чим здобуває повагу та захоплення села.
Після смерті Наґато Тобі, видаючи себе за Учіху Мадару (одного з батьків-засновників Конохи), оголошує, що хоче захопити всіх дев'ятьох Хвостатих звірів та створити достатньо потужну ілюзію, щоб контролювати все людство та досягти миру в усьому світі. Натомість лідери п'яти сіл ніндзя об'єднують зусилля, щоб протистояти фракції та союзникам Тобі. Це рішення призвело до Четвертої світової війни Шінобі між об'єднаними арміями П'яти Великих Країн (відомими як Об'єднані Сили Шінобі) та силами «Акацукі», які складаються з численних клонів члена організації Білого Дзецу та зомбі-ніндзя (померлих воїнів, яких воскресили та перетворили на маріонеток). П'ять Каґе намагаються утримати Наруто, який ще не знає про війну, на гігантській черепасі у формі острова біля Села, прихованого у хмарі, але герой дізнається правду та втікає разом із Кіллером Бі, господарем Восьмихвостого. Згодом Наруто за допомогою товариша отримує контроль над своїм Хвостатим звіром, і удвох вони вирушають на поле бою.
Під час конфлікту з'ясовується, що Тобі — це Учіха Обіто, колишній товариш по команді Какаші, якого вважали мертвим. Справжній Мадара врятував життя Обіто, і з того часу вони співпрацювали. Коли Саске дізнається історію Конохи та обставини падіння його клану, він знову приєднується до Наруто та Сакури, щоб перешкодити планам Мадари та Обіто. Однак тіло Мадари опановує Оцуцукі Каґуя — стародавня принцеса та перша власниця чакри, яка має намір повернути цю силу лише собі та підкорити все людство; воскресінню Каґуї посприяв член «Акацукі» Чорний Дзецу. Обіто виправляється та жертвує собою, щоб допомогти команді 7 зупинити її. Як тільки Каґую запечатують, Мадара також помирає. Саске користується ситуацією та бере під контроль усіх Хвостатих звірів та розкриває свою мету — покласти край поточній системі сіл. Наруто протистоїть Саске, щоб відмовити його від його плану, і після того, як вони ледь не вбили один одного в останній битві, Саске визнає поразку та змінюється. Після війни Какаші стає Шостим Хокаґе та пробачає Саске його злочини. Через роки він йде у відставку, а Наруто одружується з Хюґою Хінатою та стає Сьомим Хокаґе, виховуючи наступне покоління.

## У ролях
| Персонаж        | Сейю             |
| --------------- | ---------------- |
| Удзумакі Наруто | Такеучі Джюнко   |
| Учіха Саске     | Суґіяма Норіакі  |
| Харуно Сакура   | Накамура Чіе     |
| Хатаке Какаші   | Іноуе Кадзухіко  |
| Рок Лі          | Масукава Йоїчі   |
| Нара Шікамару   | Морікубо Шьотаро |
| Хюґа Хіната     | Мідзукі Нана     |
| Ґаара           | Ішіда Акіра      |
| Орочімару       | Куджіра          |
| Джірая          | Оцука Хочю       |
| Учіха Ітачі     | Ішікава Хідео    |
| Учіха Обіто     | Такаґі Ватару    |
| Наґато          | Моріта Джюнпей   |
| Учіха Мадара    | Учіда Наоя       |

## Виробництво та вихід

### Перша частина (2002—2007)
Оригінальний аніме-серіал «Наруто», знятий Дате Хаято та створений Studio Pierrot, транслювався в Японії на каналі TV Tokyo з 3 жовтня 2002 року по 8 лютого 2007 року. Перші 135 серій були адаптовані з першої частини манґи, а решта 85 є філерними та не пов'язані з вихідним матеріалом. Дизайном персонажів займався Нішіо Тецуя — Кішімото сам попросив його взяти на себе цю роль. Починаючи з 29 квітня 2009 року, щосереди та щочетверга (до четвертого тижня вересня 2009 року — відтоді лише кожну середу) транслювалося перевидання оригінального «Наруто» у форматі HD з новими 2D- і 3D-ефектами під назвою «Наруто: Молодіжна версія» (яп. ナルト 少年篇, Наруто: Шьо:нен Хен). Усі серії були випущені на VHS і DVD та зібрані в коробкові набори.
Для трансляції та розповсюдження на ринку Регіону 1 «Наруто» ліцензувала Viz Media. У США англійський дубляж аніме почав транслюватися 10 вересня 2005 року і закінчився 31 січня 2009 року; усього показали 209 серій на програмному блоці Toonami та каналі Cartoon Network. Також серіал передавався на програмному блоці Bionix каналу YTV (Канада), Jetix (Сполучене Королівство) і SABC 2 (Південна Африка) та вийшов на DVD 28 березня 2006 року. 1 вересня 2017 року канал Starz додав 101—150 серії «Наруто» до власного сервісу у форматі відео на вимогу. В американському ефірі іноді корегувалися згадки про алкоголь, японську культуру, сексуальні натяки, а також поява крові та смерть. Проте DVD-видання містили візуальні ефекти без цензури. Однією з цензурованих сцен був випадковий поцілунок між Наруто та Саске, що відповідало тривалій тенденції видалення вмісту, який натякає на гомосексуальні стосунки. Також аніме ліцензували Hulu, Joost і Crunchyroll, які транслювали його онлайн з оригінальним японським озвученням та англійськими субтитрами. 1 червня 2017 року було анонсовано трансляцію HD-ремастер-версії оригінального аніме-серіалу на японському телебаченні з 24 червня. 2024 року компанія Anime Limited випустила колекційне Blu-ray-видання «Наруто» у Великобританії та Ірландії. В Україні серіал транслювався на каналі QTV. 25 квітня 2025 року український дубляж «Наруто» почав виходити в онлайн-кінотеатрі sweet.tv.
Серія з чотирьох «абсолютно нових» епізодів, присвячених 20-річчю оригінального аніме, була запланована на 3 вересня 2023 року. Однак, у серпні того ж року прем'єру відклали.

### Друга частина: Ураганні хроніки (2007—2017)
Другий аніме-серіал під назвою «Наруто: Ураганні хроніки» виробництва Studio Pierrot і режисера Дате Хаято є прямим продовженням першого та відповідає другій частині манґи. Він транслювався на TV Tokyo з 15 лютого 2007 року по 23 березня 2017 року. З метою охопити світову аудиторію 8 січня 2009 року TV Tokyo почав передавати нові епізоди через потокове мультимедіа для щомісячних підписників. Кожна нова серія була доступна онлайн протягом години після випуску, з японським озвученням та англійськими субтитрами.
2 січня 2009 року Viz почав транслювати епізоди (включно з тими, що вже вийшли) з англійськими субтитрами на вебсайті аніме. У США англійський дубляж «Наруто: Ураганні хроніки» виходив щотижня на Disney XD з 28 жовтня 2009 року по 5 листопада 2011 року, зупинившись на 98 серії. 99—338 епізоди виходили на вебканалі аніме на стримінговому сервісі Neon Alley до його закриття 4 травня 2016 року. Серіал щотижня транслювався на програмному блоці Toonami каналу Adult Swim із 5 січня 2014 року по 31 серпня 2024 року. В Україні «Наруто: Ураганні хроніки» також показували на каналі QTV.
DVD з аніме, що вийшли в Регіоні 2 в Японії, містили по чотири або п'ять епізодів на диск. Є чотири серії DVD-релізів, розділених за сюжетними арками. До сьомого набору з «Ураганними хроніками» був включений спеціальний матеріал під назвою Hurricane! «Konoha Academy» Chronicles. Спінофф Kakashi Chronicles: Boys' Life on the Battlefield (яп. カカシ外伝～戦場のボーイズライフ～, Какаші Ґайден Сенджьо: но Бо:йдзу Райфу) вийшов 16 грудня 2009 року; історія обертається навколо минулого Хатаке Какаші.
Перший північноамериканський DVD-диск з «Ураганними хроніками» був випущений 29 вересня 2009 року. Проте лише перші 53 серії вийшли в такому форматі, після чого випуск припинився 12-м томом 10 серпня 2010 року. Наступні епізоди були випущені у складі коробкових наборів DVD, починаючи з першого сезону 26 січня 2010 року. У Сполученому Королівстві аніме ліцензувала компанія Manga Entertainment, яка випустила першу колекцію DVD 14 червня 2010 року. 2024 року Anime Limited випустила колекційне Blu-ray-видання обох частин у Великобританії та Ірландії.

## Список серій
«Наруто»
| Сезон | Епізоди | Епізоди | Оригінальний показ | Оригінальний показ |
| Сезон | Епізоди | Епізоди | Перший показ       | Останній показ     |
| ----- | ------- | ------- | ------------------ | ------------------ |
| 1     | 5       | 5       | 3 жовтня 2002      | 31 жовтня 2002     |
| 2     | 14      | 14      | 7 листопада 2002   | 13 лютого 2003     |
| 3     | 48      | 48      | 20 лютого 2003     | 14 січня 2004      |
| 4     | 13      | 13      | 28 січня 2004      | 21 квітня 2004     |
| 5     | 5       | 5       | 28 квітня 2004     | 26 травня 2004     |
| 6     | 16      | 16      | 2 червня 2004      | 15 вересня 2004    |
| 7     | 5       | 5       | 22 вересня 2004    | 27 жовтня 2004     |
| 8     | 29      | 29      | 3 листопада 2004   | 18 травня 2005     |
| 9     | 6       | 6       | 25 травня 2005     | 29 червня 2005     |
| 10    | 6       | 6       | 6 липня 2005       | 17 серпня 2005     |
| 11    | 4       | 4       | 17 серпня 2005     | 14 вересня 2005    |
| 12    | 10      | 10      | 21 вересня 2005    | 23 листопада 2005  |
| 13    | 7       | 7       | 30 листопада 2005  | 18 січня 2006      |
| 14    | 9       | 9       | 25 січня 2006      | 22 березня 2006    |
| 15    | 9       | 9       | 29 березня 2006    | 24 травня 2006     |
| 16    | 16      | 16      | 31 травня 2006     | 27 вересня 2006    |
| 17    | 6       | 6       | 5 жовтня 2006      | 2 листопада 2006   |
| 18    | 4       | 4       | 9 листопада 2006   | 7 грудня 2006      |
| 19    | 3       | 3       | 14 грудня 2006     | 21 грудня 2006     |
| 20    | 4       | 4       | 11 січня 2007      | 8 лютого 2007      |

«Наруто Ураганні хроніки»
| Сезон | Епізоди | Епізоди | Оригінальний показ | Оригінальний показ |
| Сезон | Епізоди | Епізоди | Перший показ       | Останній показ     |
| ----- | ------- | ------- | ------------------ | ------------------ |
| 1     | 32      | 32      | 15 лютого 2007     | 25 жовтня 2007     |
| 2     | 21      | 21      | 8 листопада 2007   | 3 квітня 2008      |
| 3     | 18      | 18      | 3 квітня 2008      | 14 серпня 2008     |
| 4     | 17      | 17      | 21 серпня 2008     | 11 грудня 2008     |
| 5     | 24      | 24      | 18 грудня 2008     | 4 червня 2009      |
| 6     | 31      | 31      | 11 червня 2009     | 14 січня 2010      |
| 7     | 8       | 8       | 21 січня 2010      | 11 березня 2010    |
| 8     | 24      | 24      | 25 березня 2010    | 26 серпня 2010     |
| 9     | 21      | 21      | 2 вересня 2010     | 27 січня 2011      |
| 10    | 26      | 26      | 10 лютого 2011     | 28 липня 2011      |
| 11    | 20      | 20      | 28 липня 2011      | 28 грудня 2011     |
| 12    | 33      | 33      | 5 січня 2012       | 16 серпня 2012     |
| 13    | 14      | 14      | 23 серпня 2012     | 15 листопада 2012  |
| 14    | 6       | 6       | 22 листопада 2012  | 10 січня 2013      |
| 15    | 25      | 25      | 17 січня 2013      | 4 липня 2013       |
| 16    | 28      | 28      | 18 липня 2013      | 30 січня 2014      |
| 17    | 13      | 13      | 6 лютого 2014      | 8 травня 2014      |
| 18    | 32      | 32      | 15 травня 2014     | 25 грудня 2014     |
| 19    | 20      | 20      | 8 січня 2015       | 21 травня 2015     |
| 20    | 18      | 18      | 28 травня 2015     | 24 вересня 2015    |
| 21    | 19      | 19      | 1 жовтня 2015      | 25 лютого 2016     |
| 22    | 8       | 8       | 3 березня 2016     | 28 квітня 2016     |
| 23    | 21      | 21      | 5 травня 2016      | 13 жовтня 2016     |
| 24    | 21      | 21      | 20 жовтня 2016     | 23 березня 2017    |

## Фільми
На основі «Наруто» було знято одинадцять анімаційних фільмів. Перші три відносяться до першого аніме-серіалу, а решта вісім — до другого.
1. Ninja Clash in the Land of Snow (2004). Команда 7 відправляється в Країну Снігу, щоб захистити популярну акторку Фукікадзе Юкіе від трьох ніндзя-ізгоїв[52].
2. Legend of the Stone of Gelel (2005)[53]. Наруто, Шікамару та Сакура вирушають на місію ніндзя, втягуючись у війну між селом Сунаґа та великим загоном броньованих воїнів. На відміну від свого попередника, Legend of the Stone of Gelel не вийшла в кінотеатрах США, а натомість була випущена відразу на DVD[54].
3. Guardians of the Crescent Moon Kingdom (2006). Наруто, Сакура, Лі та Какаші охороняють принца Країни Місяця Цукі Хікару[55].
4. Naruto Shippuden the Movie (2007). Наруто вирушає на місію із захисту жриці Шіон, яка може запечатати руйнівного духа[56].
5. Naruto Shippuden the Movie: Bonds (2008). Наруто та Саске змушені об'єднати зусилля, коли ніндзя Країни Неба атакують Коноху[57].
6. The Will of Fire (2009)[58]. Команда 7 намагається завадити Какаші пожертвувати собою заради припинення війни[59].
7. The Lost Tower (2010). Наруто відправляється на 20 років у минуле, де досліджує містичну вежу, щоб схопити ніндзя-ізгоя, і знаходить свого живого батька[59].
8. Naruto the Movie: Blood Prison[en] (2011). Наруто звинувачують у замаху на вбивство Райкаґе. Намагаючись втекти з в'язниці, він дізнається про її таємниці[59].
9. Road to Ninja: Naruto the Movie[en] (2012). Тобі відправляє Наруто та Сакуру до альтернативного всесвіту, де вони відкривають значення товариства та батьківства. Сюжет і дизайн персонажів розробив Кішімото[60][61].
10. The Last: Naruto the Movie[en] (2014)[62]. Наруто та його товариші намагаються зупинити зіткнення Місяця із Землею. Фільм, дія якого розгортається через два роки після закінчення подій манґи, пояснює деякі незрозумілості, пов'язані з міфологією аніме, і зосереджується на стосунках між Наруто та Хінатою. Кішімото керував виробництвом фільму, сценарієм та дизайном персонажів[63][64].
11. Boruto: Naruto the Movie[en] (2015). Фільм зосереджується на дітях головних героїв, головним чином Удзумакі Боруто, який тренується з Учіхою Саске з метою перевершити свого батька. Попри те, що його дія розгортається через п'ятнадцять років після закінчення подій манґи, картина теж є частиною франшизи «Наруто». Кішімото керував виробництвом фільму, сценарієм та дизайном персонажів[63][65][66].

## OVA
На основі «Наруто» було створено дванадцять оригінальних відеоанімацій (OVA).
1. Find the Crimson Four-Leaf Clover! (2002). Наруто, Конохамару та його друзі вирушають на місію з пошуку чотирилистої конюшини, яка виконує бажання[67].
2. Mission: Protect the Waterfall Village! (2003). Наруто, Саске, Сакура та Какаші виконують місію зі супроводження ніндзя до його рідного міста. Пізніше ця і попередня OVA вийшли на DVD в Австралії під назвою Naruto Jump Festa Collection[67]. Англійська локалізація Mission: Protect the Waterfall Village! була випущена на диску в США 22 травня 2007 року під назвою Naruto — The Lost Story[68].
3. Naruto: Hidden Leaf Village Grand Sports Festival (2004). Кілька груп ніндзя включно з Командою 7, беруть участь у спортивних змаганнях, де нагородою є тижнева перерва від місій[69].
4. Finally a clash! Jonin VS Genin! Indiscriminate grand melee tournament meeting! (2005). П'ята Хокаґе Цунаде створює змагання між джьонінами (ніндзя високого рівня) і ґенінами (ніндзя низького рівня)[70].
5. Hurricane! «Konoha Academy» Chronicles (2008). Ця OVA розповідає про Наруто та його однолітків, які навчаються у старшій школі[71].
6. Naruto: The Cross Roads (2009). Зосереджується на Команді 7 після їхньої зустрічі із Дзабудзою та Хаку[72].
7. Naruto, The Genie, and The Three Wishes!! (2010). Поки Команда 7 знаходиться на пляжі, Наруто знаходить пляшку, відкриває її та виявляє джина, який виконує три бажання[73].
8. Naruto x UT (2011). Наруто переможений Саске та оголошується мертвим; у флешбеках показуються події, що призвели до бою[74].
9. Chūnin Exam on Fire! Naruto vs. Konohamaru! (2011). Наруто та Конохамару є учасниками іспитів на чюніна та без обмежень змагаються один з одним[75].
10. Hashirama Senju vs. Madara Uchiha (2012). Тобі розповідає про походження Конохи. Спочатку ніндзя воювали за свої власні клани. Найсильнішими серед них були клани Сенджю на чолі з Хашірамою та Учіха на чолі з Мадарою[76].
11. Naruto Shippūden: Sunny Side Battle!!! (2014). Уві сні Саске бачить, як його брат Ітачі готує йому сніданок знову і знову, поки він не стане ідеальним[77].
12. The Day Naruto Became Hokage (2016). Наруто офіційно стає Сьомим Хокаґе, але не попадає на церемонію[78].

## Музика
Саундтреки до «Наруто» створили та аранжували Musashi Project і Масуда Тошіо. Naruto Original Soundtrack вийшов 3 квітня 2003 року і містить 22 треки, що звучать у першому сезоні аніме. Після нього вийшов Naruto Original Soundtrack II 18 березня 2004 року, який включає 19 композицій. Третій, Naruto Original Soundtrack III, був випущений 27 квітня 2005 року та складався з 23 пісень. 17 листопада 2004 року та 2 серпня 2006 року вийшли два саундтреки, що містять усі початкові (опенінґи) та завершальні (ендінґи) теми серіалу, — Naruto: Best Hit Collection і Naruto: Best Hit Collection II. Вісім треків з аніме було відібрано та випущено на компакт-диску під назвою Naruto in Rock -The Very Best Hit Collection Instrumental Version- 19 грудня 2007 року. Саундтреки до трьох фільмів, заснованих на першому серіалі, поступили в продаж ближче до дат їхнього виходу. 12 жовтня 2011 року вийшов компакт-диск, на якому зібрано теми з Naruto Shōnen Hen. Були випущені різні серії CD з акторами, які озвучували епізоди.
Саундтреки до «Наруто: Ураганні хроніки» створив Таканаші Ясухару та його музичний підрозділ Yaiba; вони мали назви Naruto Shippūden Original Soundtrack I, II й III та вийшли у 2007, 2009 і 2016 роках відповідно. Naruto All Stars, випущений 2008 року, складається з десяти реміксованих пісень оригінального «Наруто», заспіваних персонажами серіалу. Десять тем із двох аніме-екранізацій було зібрано в DVD-боксі Naruto Super Hits 2006—2008, що вперше вийшов 2008 року. Перший саундтрек до фільму за мотивами «Ураганних хронік» був випущений 2007 року, тоді як останній — в кінці 2017 року; для нього Aniplex провела опитування щодо того, які композиції з аніме включити в компакт-диск.
Тему для англійської версії Cartoon Network виконав колишній композитор Saban Entertainment Джеремі Світ, який раніше працював над саундтреками для франшизи «Могутні рейнджери», англійської адаптації Dragon Ball Z та інших програм Saban. Його співавтором був інший колишній музикант компанії Ієн Нікус.

## Сприйняття

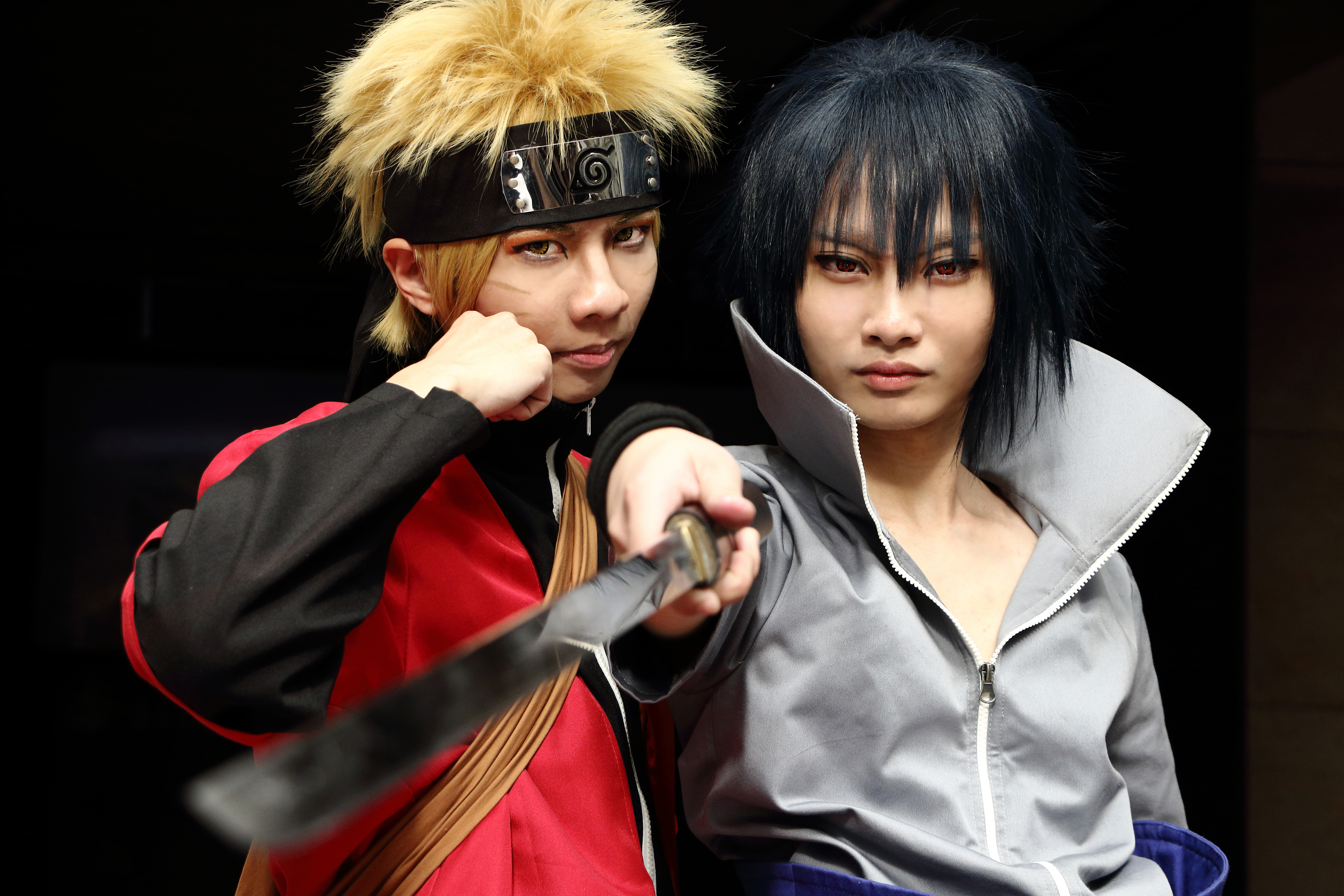
Косплей Наруто та Саске

### Продажі та рейтинги
2011 року завдяки «Наруто» Viz Media заробила 200 мільйонів доларів від щорічного продажу ліцензованих товарів. До 2019 року компанія продала понад 3 мільйони одиниць DVD з аніме; воно стало найбільш трансльованим серіалом на Hulu. «Наруто: Ураганні хроніки» кілька разів ставав одним із найпопулярніших аніме-серіалів у Японії, а також найприбутковішою (валовий прибуток) аніме-франшизою на TV Tokyo (2011 року її випередило аніме «Покемон», а 2015 року — Yo-kai Watch) завдяки високим продажам за кордоном і всередині країни. 2020 року це був третій за кількістю переглядів серіал у США.

### Критика
Майк Гейл із «Нью-Йорк таймс» назвав аніме «Наруто» набагато кращим, ніж американські анімаційні шоу для дітей. Два оглядачі THEM Anime Reviews критично оцінили візуалізацію: Крістіна Карпентер відчула, що художній стиль Кішімото погано втілюється в анімації, а Деррік Такер вважав, що в найкращому випадку зображення «[залишали] бажати кращого». Як і у випадку з манґою, деякі рецензенти, такі як Терон Мартін із Anime News Network і Такер, вважали, що у творі забагато бойових сцен. Джастін Річ стверджував, що бої були найважливішим і найприємнішим елементом шоу. Карпентер позитивно прокоментувала персонажів, хоча вважала більшість із них досить типовими. Мацуяма Хіроші назвав 133 серію аніме однією зі своїх улюблених через послідовність дій між Наруто та Саске й зображену емоційну цінність.
Девід К. Джонс з Activeanime позитивно відгукнувся про «Наруто: Ураганні хроніки» та відзначив покращену анімацію. Карл Кімлінґер з Anime News Network висловив думку, що продовження має серйозніший тон і кращий баланс між комедією та драмою, ніж перший аніме-серіал, з цікавішими відступами від основного сюжету. Темп перших епізодів критикувався як повільний, але подача та розвиток взаємодії між персонажами отримали позитивні коментарі. У статті для «Лос-Анджелес Таймс» Чарльз Соломон поставив «Ураганні хроніки» на третє місце в десятці найкращих аніме. 2011 року читачі геймерського видання Книги рекордів Гіннесса проголосували за Наруто як за 29-го найкращого персонажа відеоігор усіх часів.
Оскільки графік виходу аніме випереджав графік виходу манґи, пробіли перекривалися філлерами, котрих в обох частинах накопичилося 294 серії, або 41 % «Наруто» і 39 % «Ураганних хронік». Філлери нерідко критикували шанувальники та оглядачі, зокрема за їхню ще більшу «затягнутість», порівняно з канонічним матеріалом.

### Відзнаки
Аніме «Наруто» посіло 38 місце в рейтингу 100 найкращих анімаційних серіалів за версією IGN. У вересні 2005 року японська телевізійна мережа TV Asahi опублікувала список зі 100 найпопулярніших аніме в Японії, «Наруто» посів 17 місце. Перша збірка DVD, випущена Viz Media, отримала номінацію на American Anime Awards у категорії «Найкращий дизайн DVD». На першій церемонії нагородження Crunchyroll Anime Awards 2017 року бій між Наруто та Саске був найчастіше згаданий серед «Іншого» в категорії «Найкраща бойова сцена». На другій церемонії 2018 року «Наруто: Ураганні хроніки» номінували як «Найкращий онґоїнґ» (аніме, що продовжувало випускатися).

## Біг «Наруто»
Біг «Наруто» або біг ніндзя, — стиль бігу, заснований на тому, як біжать персонажі в аніме, нахиляючись вперед із витягнутими за спиною руками. Він став популярним 2017 року, коли групи фанатів по всьому світу організовували заходи, щоб бігати наче персонажі «Наруто», особливо на річниці серіалу. 27 червня 2019 року стример Метті Робертс оголосив про сатиричну подію під назвою «Штурм Зони 51, Вони не зможуть зупинити всіх нас» у Facebook, написавши: «Ми всі зустрінемося в туристичному центрі Alien Center Зони 51 і узгодимо наш вхід. Якщо ми будемо бігти як Наруто, ми зможемо рухатися швидше за їхні кулі. Побачмо прибульців». Подія швидко стала інтернет-мемом, призвівши до загальнонаціональних сповіщень та попереджень від правоохоронних органів Невади та Повітряних сил США не заходити до Зони 51.

### Нотатки
Мовні нотатки
1. ↑  Псевдонім Цуру Тошіюкі
2. ↑  Вказаний як режисер серіалу (яп. シリ– ズディレクタ)
3. ↑  Вказаний як відповідальний за концепцію (яп. コンセプトワ – ク)
4. 1 2 3  Вказаний як відповідальний за композицію (яп. 構成)

Загальні нотатки
1. ↑  Господар відомий як «джінчюрікі» — людина, в якій запечатаний Хвостатий звір. Хвостатий звір — гігантська істота, яка містить велику кількість чакри (енергії). Секрет того, що Четвертий Хокаґе, який запечатав звіра в Наруто, є його батьком, розкривається в другій частині.
2. ↑  У «Наруто» джюцу (яп. 術) це навик або техніка, що включає надприродні здібності.
3. ↑  Шярінґан (写輪眼, досл. «Копіювальне обернене око») — особлива здатність ока, якою володіє клан Учіха. Шярінґан може копіювати будь-який тип джюцу, бачити швидкі рухи та накладати ілюзію на свою жертву.
4. ↑  Він знищив їхній клан та приєднався до злочинної організації «Акацукі».
5. ↑  Рейтинги за кожний рік: 

  - 2011[107]
  - 2012[108]
  - 2013[109]
  - 2014[110]
  - 2015[111]
  - 2016[112]
  - 2017[113]
  - 2018[114]
  - 2019[115]
  - 2020[116]
  - 2021[117]